# NGC 6579
NGC 6579 (również PGC 61562 lub UGC 11153) – galaktyka spiralna (S), znajdująca się w gwiazdozbiorze Herkulesa. Odkrył ją Albert Marth 7 sierpnia 1864 roku.